# Dickinson (Dakota del Nord)
Dickinson è una città degli Stati Uniti d'America, capoluogo della Contea di Stark nello Stato del Dakota del Nord. Nel censimento del 2000 la popolazione era di 16.010 abitanti. La città è stata fondata nel 1882. Dickinson è il centro più importante dell'area micropolitana omonima, che occupa le contee di Billings e di Stark; la popolazione complessiva raggiunge i 23.524 abitanti.

## Geografia fisica
Secondo i rilevamenti dell'United States Census Bureau, la località di Dickinson si estende su una superficie di 24,60 km², tutti occupati da terre.

## Popolazione
Secondo il censimento del 2000, a Dickinson vivevano 16.010 persone, ed erano presenti 4.020 gruppi familiari. La densità di popolazione era di 652 ab./km². Nel territorio comunale si trovavano 7.033 unità edificate. Per quanto riguarda la composizione etnica degli abitanti, il 97,16% era bianco, lo 0,27% era afroamericano, l'1,20% era nativo, lo 0,24% proveniva dall'Asia e lo 0,03% proveniva dall'Oceano Pacifico. Lo 0,32% della popolazione apparteneva ad altre razze e lo 0,77% a due o più. La popolazione di ogni razza ispanica corrispondeva all'1,05% degli abitanti.
Le sei principali ascendenze degli abitanti sono: tedeschi (54,1%), norvegesi (14,2%), cechi (7,5%), russi (7,2%), irlandesi (5,5%) e inglesi (3,7%).
Per quanto riguarda la suddivisione della popolazione in fasce d'età, il 24,5% era al di sotto dei 18, il 13,8% fra i 18 e i 24, il 25,9% fra i 25 e i 44, il 19,8% fra i 45 e i 64, mentre infine il 16,1% era al di sopra dei 65 anni di età. L'età media della popolazione era di 36 anni. Per ogni 100 donne residenti vivevano 93,5 maschi.